# 派卡角站
派卡角站（英語：Packards Corner station）是马萨诸塞湾交通局运营的绿线B支线位于派卡角的车站，列车报站时为布莱顿大道/派卡角（英語：Packard's Corner）。派卡角坐落于马萨诸塞州波士顿奥尔斯顿布莱顿大道和联邦大道路口，位于联邦大道中间隔离带。

## 历史
曾经的A支线在车站站台前分开，并于B支线停在不同站台上。为建设水城线有轨电车，布莱顿大道上的轻轨站于1949年7月1日至10月5日期间关闭，侧式站台改建为岛式站台。A支线于1969年6月21日停止运营，并用57路公交代替，但是通往水城车辆厂的轨道一直保留着。1994年，A支线被永久废弃，仅留几百英尺铁轨用于停放列车。2014年，铁轨和岔道开关被移除。

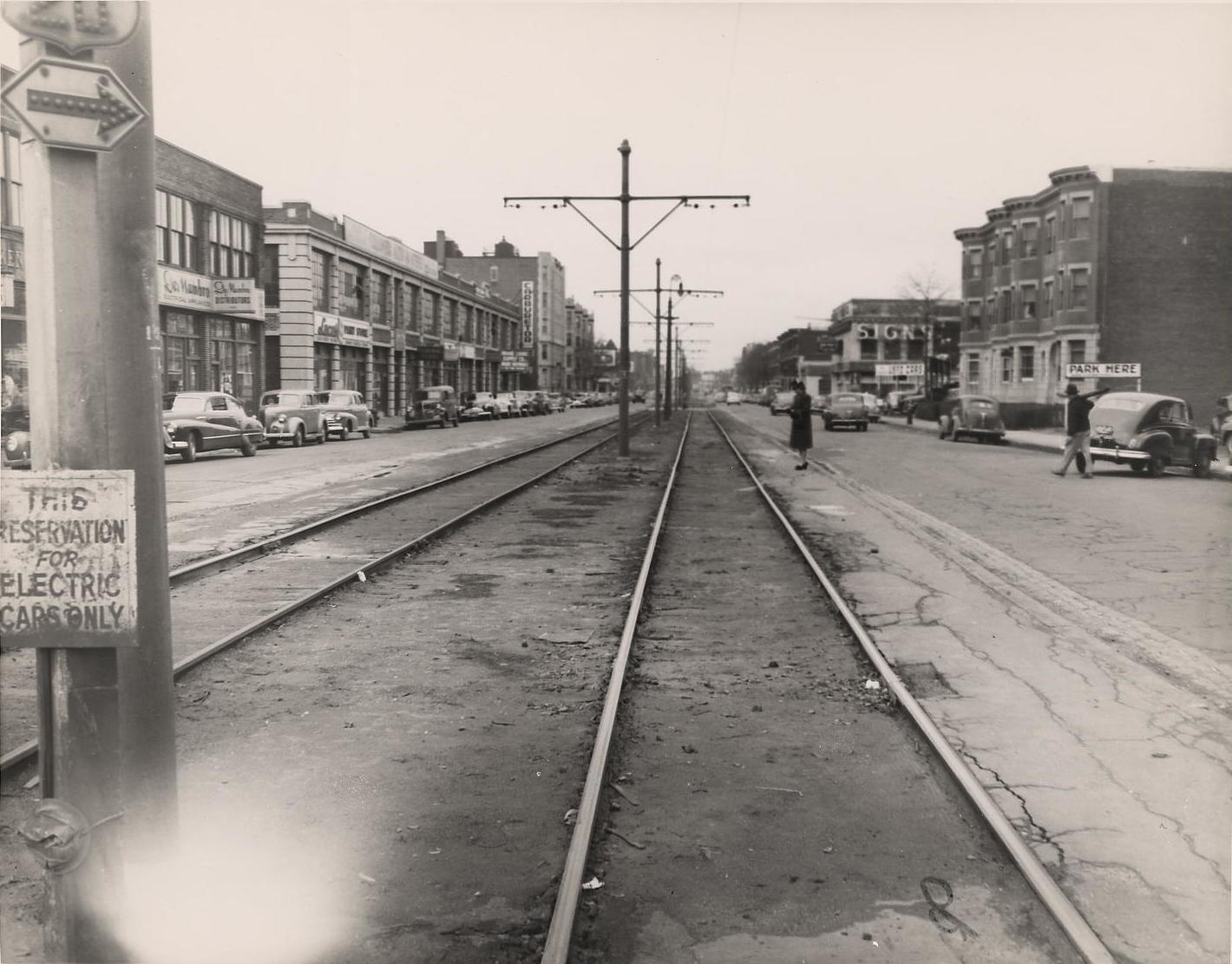
1948年，水城线（后来的A支线）站台
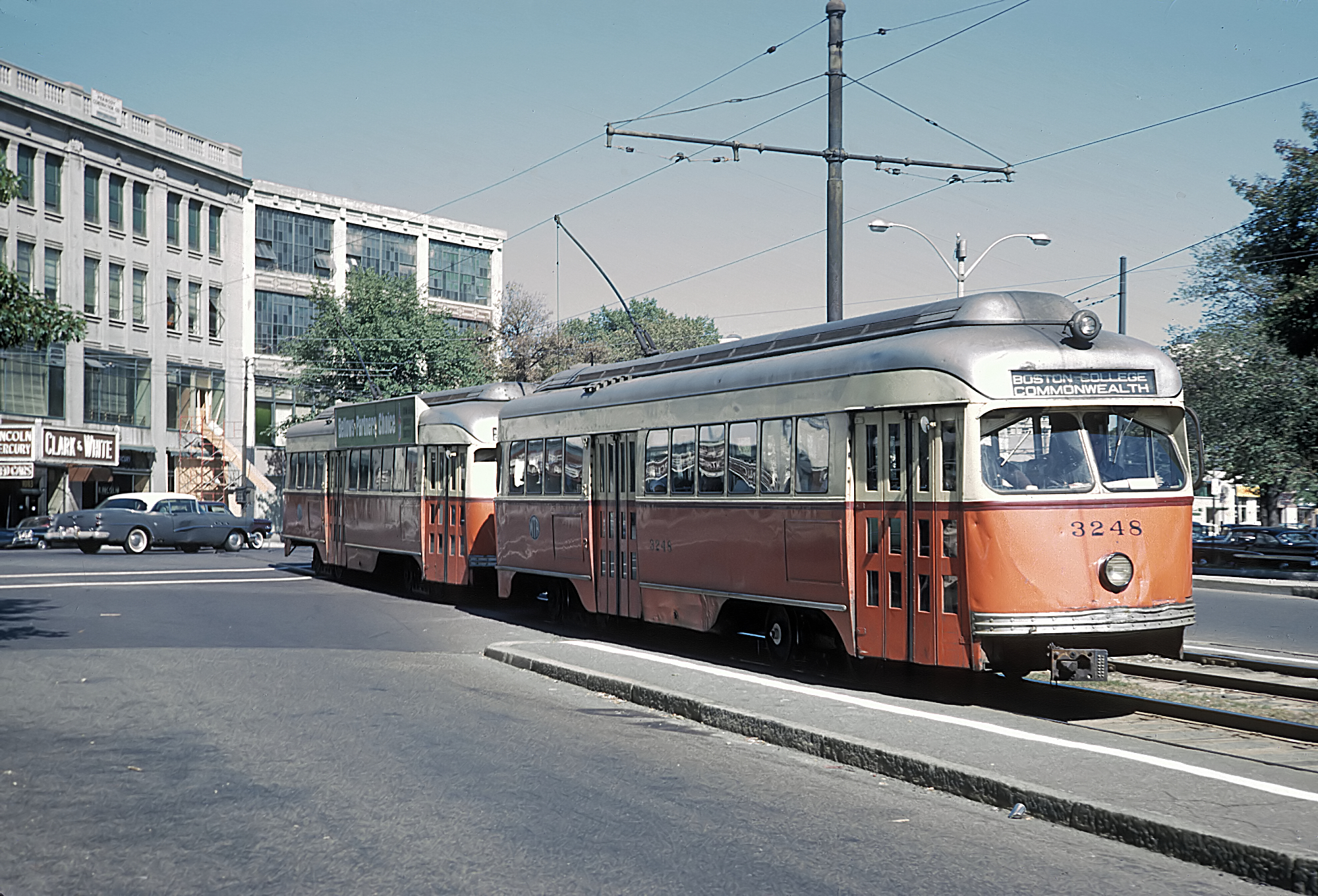
1965年，波士顿学院方向（后来的B支线）列车驶入车站
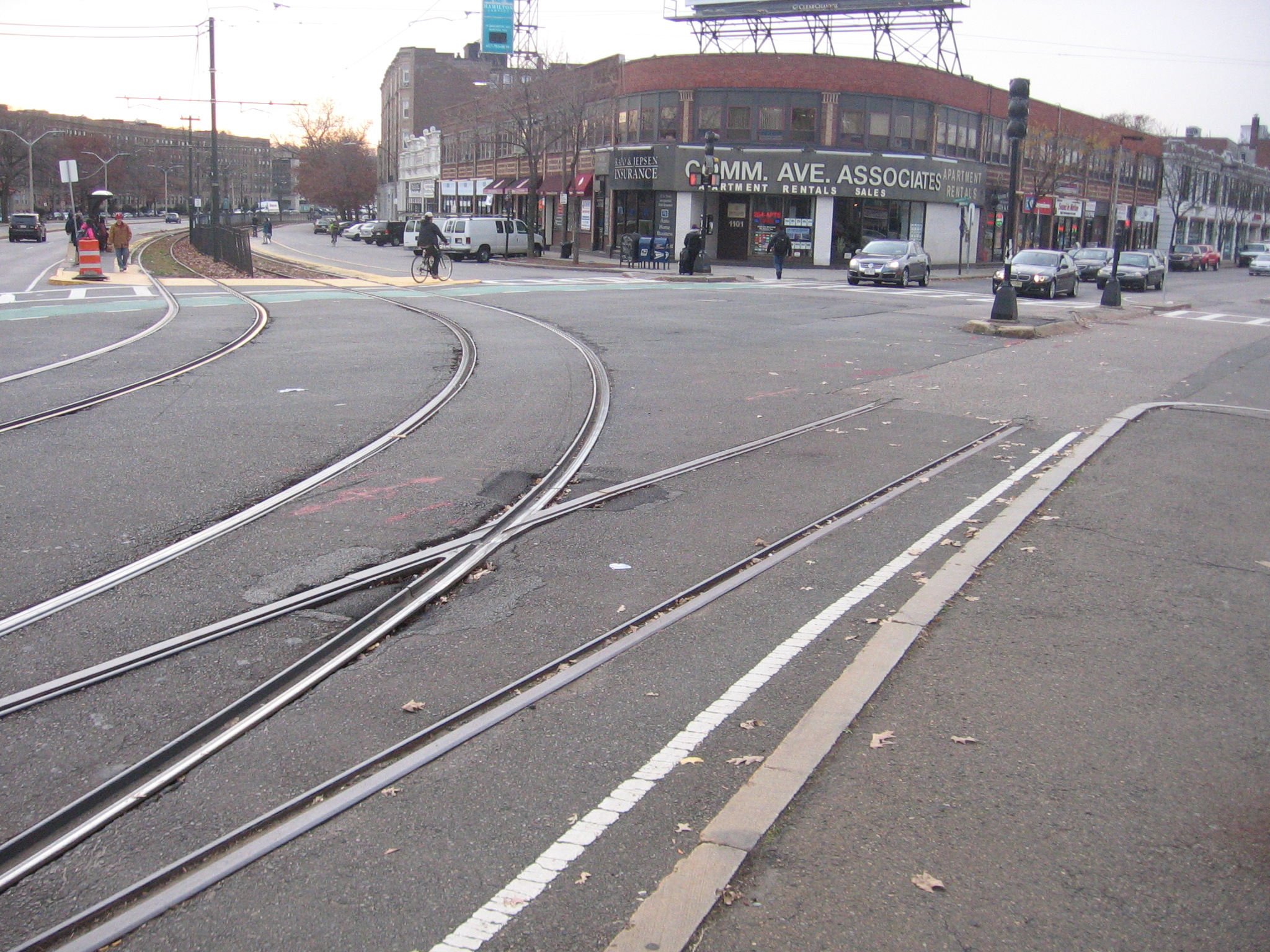
2011年，前A支线岔道开关